# ابویل-لا-ریور

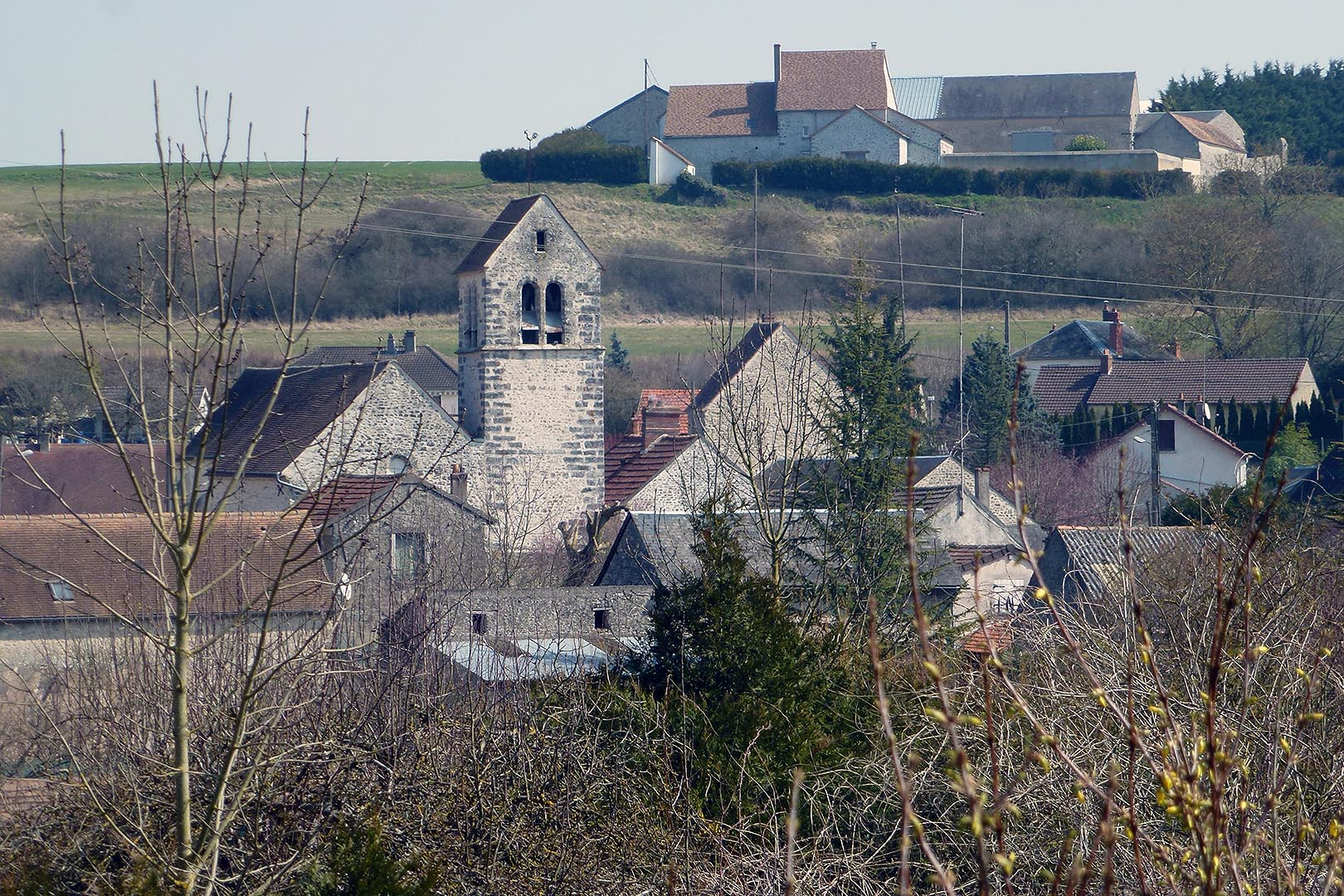
نمای روستایی ابویل-لا-ریور

ابویل-لا-ریور (به فرانسوی: Abbéville-la-Rivière) یک کمون در فرانسه با جمعیت ۲۹۴ نفر است که در Canton of Méréville واقع شده‌است.